# Velcro
Velcro – zarejestrowany znak towarowy dla tkaniny określanej popularnie jako rzep.

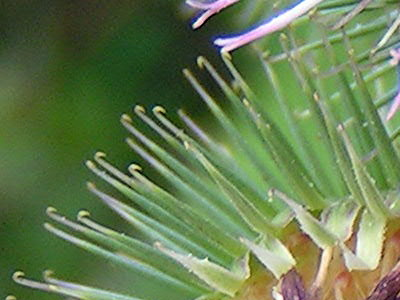
Haczyki na owocostanie łopianu większego Arctium lappa (w powiększeniu)

Materiał został wymyślony przez George’a de Mestrala w 1941. Inspiracją były owocostany łopianu, które roznoszą owoce, przyczepiając się do ubrań, sierści zwierząt. Wniosek patentowy oraz rejestracja nazwy Velcro została dokonana przez De Mestrala w 1951. Nazwa jest połączeniem francuskich słów velours i crochet oznaczających welwet i haczyk.